# Apatania comosa
Apatania comosa är en nattsländeart som först beskrevs av Donald G. Denning 1949.  Apatania comosa ingår i släktet Apatania och familjen Apataniidae. Inga underarter finns listade i Catalogue of Life.